# Cisowa (gmina)
Cisowa – dawna gmina wiejska istniejąca w latach 1934–1935 w woj. pomorskim (dzisiejsze woj. pomorskie). Siedzibą władz gminy była Cisowa (obecnie dzielnica Gdyni).
Gmina zbiorowa Cisowa została utworzona 1 sierpnia 1934 roku w powiecie morskim w woj. pomorskim z dotychczasowej jednostkowej wiejskiej gminy Cisowa. Gmina została zniesiona 13 czerwca 1935 roku, a jej obszar włączono w całości do Gdyni.